# Unstrutgruppe

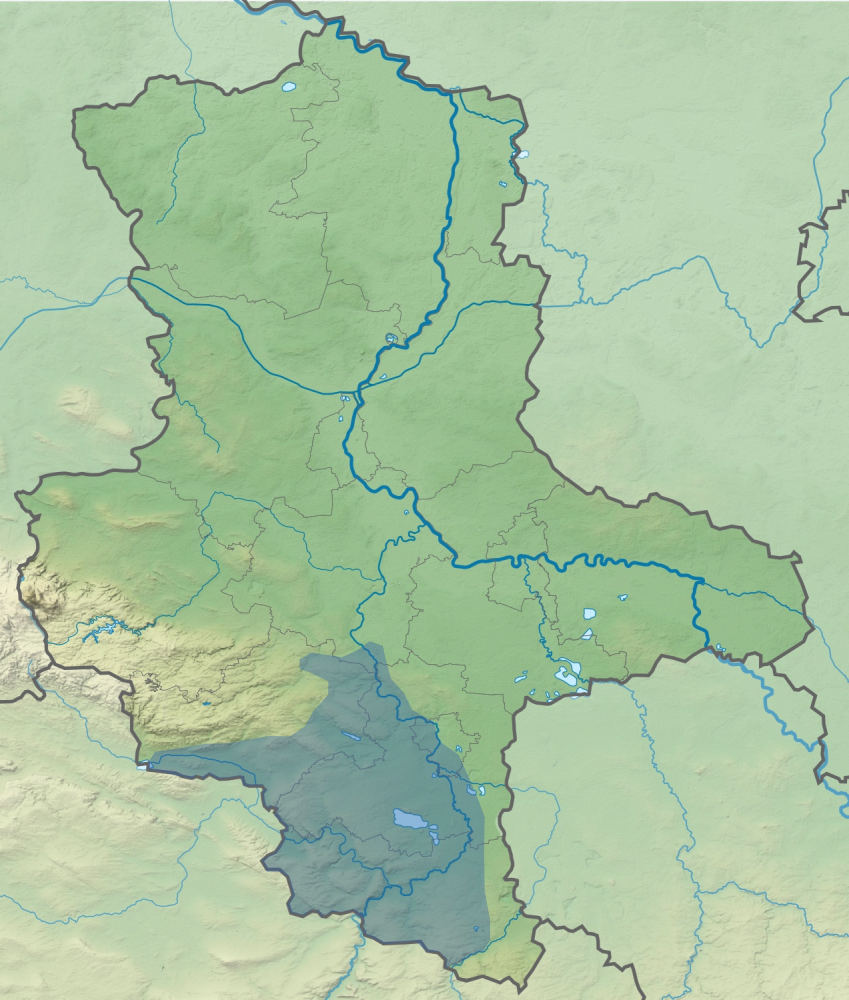
Verbreitungsgebiet der Unstrutgruppe in Sachsen-Anhalt

Die Unstrutgruppe (auch Walterslebener Gruppe nach dem Gräberfeld von Erfurt-Waltersleben in Thüringen) wird von etwa 1300 v. Chr. (Bronzezeit) bis etwa 750 v. Chr. (Eisenzeit) datiert. Vorhergehende Kultur war die Hügelgräberkultur (1550 bis 1300/1250 v. Chr.) Wichtigste nachfolgende Kultur ist die Thüringische Kultur (750 bis 300 v. Chr.).

## Verbreitung
Die Unstrutgruppe war vom Thüringer Becken bis zum mittleren Saalegebiet verbreitet. Benachbart war im Norden die Saalemündungsgruppe. Um 1000 v. Chr. verminderte sich das Verbreitungsgebiet der Unstrutgruppe, als die Saalemündungsgruppe ihr Gebiet ausdehnte. Eine bedeutende stadtähnliche Ansiedlung befand sich nahe Wennungen an der Unstrut.

## Bestattung
Anfänglich dominierte die Körperbestattung in Baumsärgen und Holzkästen. Sie wurde jedoch nie ganz gegenüber der Brandbestattung aufgegeben, deren Nutzung ab dem 1. Jahrtausend v. Chr. zunehmend einsetzte.